# Anton Francesco Filippini
Anton Francesco Filippini (San Nicolao, 14 luglio 1908 – Oriolo Romano, 22 ottobre 1985) è stato uno scrittore, poeta e irredentista italiano.

## Biografia
Nacque a San Nicolao di Moriani nell'Alta Corsica nel 1908, discendente da antica famiglia isolana. Dopo gli studi a Bastia, fece parte del movimento autonomista di "A Muvra" e fu segretario di redazione della rivista L'Altagna, diretta dal Sac. Domenico Carlotti. Andò a Roma nel 1927, dove si addottorò in scienze politiche con una tesi dedicata a Napoleone e Carlo Andrea Pozzo di Borgo. Stabilitosi definitivamente nella capitale, fondò e diresse il periodico irredentista L'Idea Corsa, collaborò a Corsica Antica e Moderna, a L'Archivio Storico di Corsica e ad importanti riviste politiche e letterarie. 
Continuò a scrivere poesie sia in còrso che in italiano durante tutta la sua esistenza, inoltre tradusse dal francese all'italiano i racconti di Prosper Mérimée, pubblicati dall'editore Casini e le poesie di Paul Valéry, Baudelaire, Verlaine e altri poeti francesi, con il nome "Il garbo della Rosa" (opera inedita quest'ultima). Durante la seconda guerra mondiale si arruolò nel Regio Esercito e collaborò con i Gruppi di cultura corsa di Petru Giovacchini.
Negli anni successivi al conflitto collaborò con alcune riviste letterarie di cultura e poesia dialettale (La Carovana, Il Convivio Letterario, il Belli, il Cavour ecc.) e a riviste e giornali còrsi (U Muntese, Kirn, Paese Còrsu e altri). La sua attività letteraria fu principalmente diretta alla salvezza e alla integrità della lingua còrsa. Negli ultimi mesi della sua vita, colto da grave malattia, si trasferì presso il fratello ad Oriolo Romano in provincia di Viterbo, dove morì nel 1985 a 77 anni d'età senza aver mai potuto rivedere la sua amata isola. (P.F. emendavit et novavit)

## Poesia
- Puesie, Livorno, Ed. Raffaello Giusti 1929 (II ed. 1931)
- Ballate Corse, Roma, Modernissima, 1939
- E miò Lune, Palermo, Ediz. Salvatore Sciascia, 1956
- U Prunalbellu, Milano, Ed. Convivio Letterario, Milano 1958
- Lochi e Stagioni, Roma, Editore Cardini. 1968
- Acqua d'Aprile - Poesie nel dialetto di Corsica, Roma, Ed. Cardini, 1969
- Alla Silente Riva, Roma, Ed. Cardini, 1970 (in italiano)
- A Bisaccia - Favule Vecchie e Nove, Ajaccio, La Marge, 1980
- Belle Calende, Roma, Grafica Giorgetti, 1982
- Prime Puesie (III edizione), Roma, Grafica Giorgetti, 1985
- Napoleone e Pozzo di Borgo, Torino, Gatto Ed., 1990 (storia diplomatica in italiano - postumo)
- Caracuti, Roma, Grafica Giorgetti, 1991 (postumo)
- Flumen Dei, Bastia, Libreria Marzocchi, 1992 (postumo)
- Quarisiminu, prose in còrsu e in italianu, Bastia, Ed. Anima Corsa, 1996 (postumo)
- Vocabulariu còrsu-italianu-francese, Bastia, Ed. Anima Corsa, 1999 (postumo)

## Traduzioni
- Prosper Mérimée, Tutta la Narrativa, Ed. Casini, Roma, 1952.
- Luis Olivé (Luigi Armando Olivero), Ij Faunèt (les petits faunes), Roma, Ed. Il Delfino, 1955. (Versione francese di poesie piemontesi)